# 渡邉勇人
渡邉 勇人（わたなべ はやと、1992年8月20日 - ）は、千葉県成田市出身の、日本の柔道選手である。階級は90kg級。身長183cm。段位は参段。組み手は左組み。得意技は足技、袖釣込腰。現在は了徳寺学園職員。

## 経歴
柔道は5歳の時に成田柔道教室、矢野道場田仲塾で始めた。富里中学3年の時に全国中学校柔道大会66kg級で3位に入った。東海大浦安高校に進むと、2年と3年の時にインターハイ81kg級で2位になった。東海大学に進学すると、1年の時に全日本ジュニアで3位になった。2年の時には優勝大会と体重別団体で優勝メンバーの一員となった。3年の時には優勝大会で優勝するが、体重別団体は2位だった。学生体重別では筑波大学2年の永瀬貴規に袈裟固で一本勝ちして優勝を飾った。4年の時には優勝大会と体重別団体で優勝を勝ち取ると、学生体重別でも2連覇を飾った。東海大学監督の上水研一朗は渡邉について、｢あいつは天才肌だ。こちらが思ってもいない体勢からでも技を出して勝つこともある。それだけにはまらなかったときはあっけなく負けることもある｣と評している。続く講道館杯では決勝で天理大学4年の丸山剛毅を指導3で破って初優勝を果たした。2015年の選抜体重別では3位だった。その後ケガで1年以上も第一線から離れたが、復帰戦となる2016年の実業団体男子3部で優勝すると、実業個人選手権でも優勝を果たした。グランプリ・タシュケントでは決勝で地元ウズベキスタンの選手に有効で敗れて2位だった。講道館杯ではオール一本勝ちで2年ぶり2度目の優勝を成し遂げた。2017年4月の体重別では決勝で旭化成の永瀬貴規にGSに入ってから内股の技ありで敗れて2位だったが、世界団体のメンバーに選出された。5月のグランドスラム・エカテリンブルグでは2回戦でオリンピックチャンピオンである地元のハサン・ハルムルザエフにGSに入ってから技ありを取られて敗れた。6月にはIJFが2020年の東京オリンピックで採用されることが決まった男女混合による6人制の団体戦を世界団体に新規導入したために、渡邉の属する81kg級は団体戦で行われなくなり、結果、世界団体のメンバーから外されることになった。その後階級を90㎏級に変更すると、2018年8月の実業個人選手権では決勝で高校及び大学の3年後輩となる自衛隊体育学校の前田宗哉に技ありで敗れて2位だった。6月の実業団体2部ではチームの優勝に貢献した。2021年4月からはトレーナーを務めることになった。

## 戦績
- 2007年 -　全国中学校柔道大会　3位(66kg級)

81㎏級での戦績
- 2009年 -　インターハイ　2位
- 2010年 -　全国高校選手権　5位
- 2010年 -　インターハイ　個人戦　2位　団体戦　5位
- 2011年 -　全日本ジュニア　3位
- 2012年 -　全日本学生柔道優勝大会　優勝
- 2012年 -　体重別団体　優勝
- 2013年 -　全日本学生柔道優勝大会　優勝
- 2013年 -　学生体重別　優勝
- 2013年 -　体重別団体　2位
- 2013年 -　全日本学生柔道優勝大会　優勝
- 2014年 -　学生体重別　優勝
- 2014年 -　体重別団体　優勝
- 2014年 -　講道館杯　優勝
- 2015年 -　選抜体重別　3位
- 2016年 -　実業団体　男子3部 優勝
- 2016年 -　実業個人選手権　優勝
- 2016年 - グランプリ・タシュケント　2位
- 2016年 -　講道館杯　優勝
- 2017年 -　選抜体重別　2位
- 2018年 -　実業団体 男子3部 優勝

90㎏級での戦績
- 2018年 -　実業個人選手権　2位
- 2019年 -　実業団体 男子2部 優勝

(出典、JudoInside.com)